# 교향곡 29번 (모차르트)

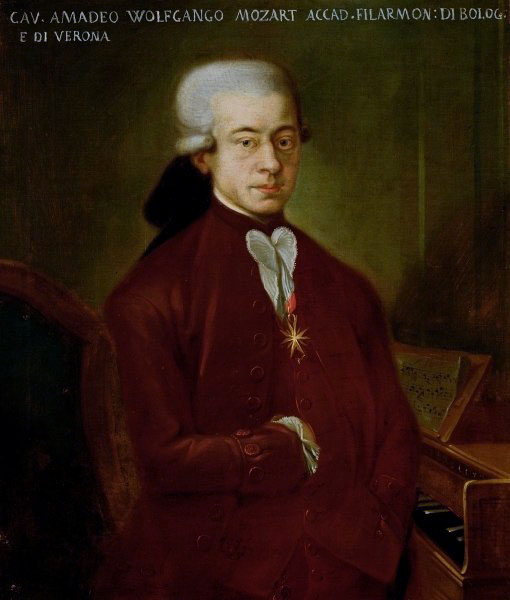
1777년 모차르트

교향곡 29번 A장조, K. 201/186a는 1774년 4월 6일 볼프강 아마데우스 모차르트에 의해 완성되었다. 교향곡 25번과 함께 그의 가장 잘 알려진 초기 교향곡 중 하나이다. 

## 구조
교향곡은 초기 모차르트 교향곡의 전형과 같이 2개의 오보에, 2개의 호른 및 현으로 구성된다.
네 악장으로 구성되어 있다.
1. 알레그로 모데라토
2. 안단테 D장조
3. 메뉴에토 : 알레그레토 – 트리오 (트리오 E장조 ),
4. 알레그로 콘 스피리토